# Bow Mar
Bow Mar è un centro abitato (town) degli Stati Uniti d'America, situato nella contea di Arapahoe dello Stato del Colorado. Nel censimento del 2000 la popolazione era di 847 abitanti.

## Geografia fisica
Secondo i rilevamenti dell'United States Census Bureau, Bow Mar si estende su una superficie di 2,2 km².